# 博什科·洛齐察
博什科·洛齐察（1952年11月28日—），南斯拉夫男子水球运动员。他曾代表南斯拉夫国家队参加1976年和1980年夏季奥林匹克运动会水球比赛，获得一枚银牌。